# Tetrathemis yerburii
Tetrathemis yerburii – gatunek ważki z rodziny ważkowatych (Libellulidae). Endemit Sri Lanki.